# République socialiste de Macédoine
1944–1991
Entités précédentes :
- Royaume de Yougoslavie (1941)
- Royaume albanais (1944)
- Royaume de Bulgarie (1944)

Entités suivantes :
- République de Macédoine

La république socialiste de Macédoine (macédonien : Социјалистичка Република Македонија, Socijalistička Republika Makedonija) est une ancienne république socialiste membre de l'ancienne république fédérative socialiste de Yougoslavie. Après la transition du système socialiste à un régime parlementaire en 1990, la République modifie son nom en 1991 pour devenir la république de Macédoine (aujourd'hui la Macédoine du Nord). Avec le début de la dislocation de la Yougoslavie, elle déclare sa pleine indépendance le 8 septembre 1991.
La république a changé trois fois de noms : de 1944 à 1945, elle s'est appelée « Macédoine démocratique » (Демократска Македонија), puis elle est devenue la « république populaire de Macédoine » (Народна Република Македонија) en 1945. Elle a gardé ce nom jusqu'en 1963, date à laquelle le terme « populaire » fut remplacé par « socialiste ». Ce changement de terme s'est effectué dans toutes les républiques yougoslaves, et le pays lui-même a changé son nom de « république fédérative populaire de Yougoslavie » en « république fédérative socialiste de Yougoslavie » la même année, lors d'un changement de constitution.
Elle fut le premier État macédonien et son instauration a entraîné de nombreux progrès culturels pour les Macédoniens. Ainsi, la langue macédonienne a été standardisée et elle a été introduite dans les écoles, et de nombreuses institutions ont été fondées. L'existence de la république a aussi coïncidé avec un essor économique et une industrialisation sans précédent. La Macédoine est néanmoins demeurée la république yougoslave la plus pauvre, avec un niveau de vie très inférieur à celui des républiques riches comme la Slovénie et la Croatie.

## Histoire

### Guerre et libération de la Macédoine

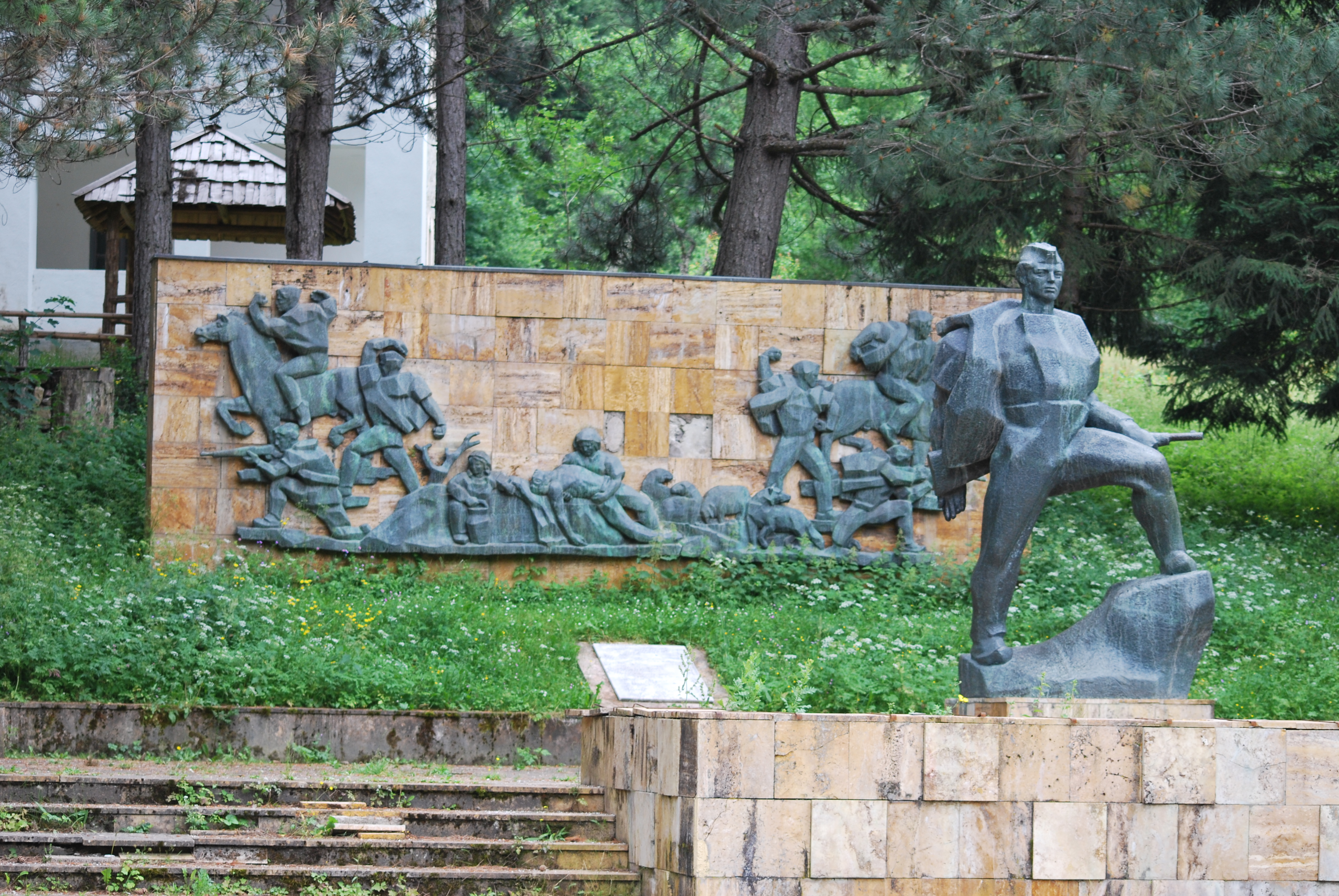
Un monument aux morts de la Seconde Guerre mondiale près de Gostivar.

Avant la Seconde Guerre mondiale, le territoire de la future république fait partie du royaume de Yougoslavie. Il est inclus dans la banovine du Vardar, l'une des neuf régions du royaume.
Le royaume de Yougoslavie entre en guerre en avril 1941, lorsque les puissances de l'Axe envahissent le pays. Le pays est divisé entre divers États fascistes et la Bulgarie s'empare de l'essentiel de la Macédoine yougoslave le 19 avril. L'extrême ouest du territoire, majoritairement albanais, est sous le contrôle de l'Albanie fasciste. Les Bulgares ne rencontrent pas de résistance sérieuse au début et les Macédoniens leur offrent souvent un bon accueil. 
La domination bulgare, de plus en plus oppressive, réveille toutefois les sentiments autonomistes. Cette situation profite aux communistes, qui reconnaissent et défendent le peuple macédonien. Les Macédoniens sont alors divisés entre deux partis, le parti communiste yougoslave et le parti communiste bulgare. Ces deux partis soutiennent le droit d'auto-détermination pour les Macédoniens et envisagent une grande fédération balkanique au sein de laquelle la grande Macédoine réunifiée (incluant les Macédoine grecque et bulgare) serait autonome. Le Comintern assigne finalement la Macédoine du Vardar au parti yougoslave. Les Communistes macédoniens, appelés « Partisans », commencent à lutter dès 1941 en créant des unités de sabotage et des détachements basés à Skopje, Koumanovo et Prilep. 

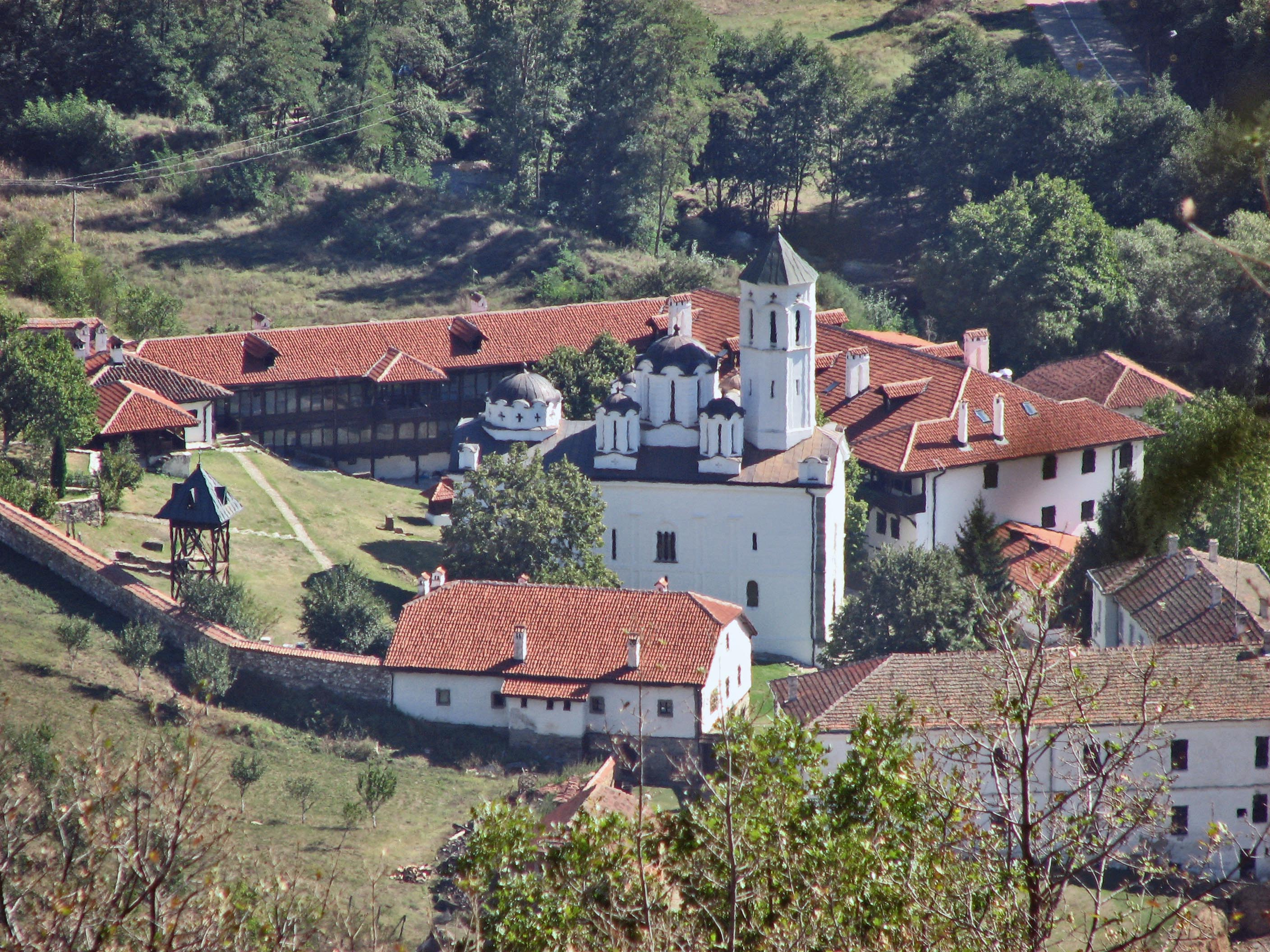
Le monastère de Prohor Pčinjski, en Serbie, où s'est tenue la première séance de l'ASNOM.

En 1942, la lutte s'intensifie et des soulèvements libèrent pour quelque temps certaines petites régions. Le deuxième Congrès du Conseil anti-fasciste de libération nationale de la Yougoslavie (AVNOJ) du 29 novembre 1943 constitue le parti communiste macédonien et prévoit pour la Macédoine le même statut d'entité fédérale que pour la Serbie, la Croatie, le Monténégro et la Bosnie-Herzégovine. L'Assemblée anti-fasciste pour la Libération du Peuple macédonien (ASNOM) est constituée et tient sa première session dans le monastère de Prohor Pčinjski le 2 août 1944, date anniversaire de l'Insurrection d'Ilinden. Lors de cette session, la « Macédoine démocratique » est proclamée indépendante. Le même mois, les premières divisions macédoniennes de l'Armée populaire de Libération sont formées. En septembre, elles comptent 60 000 Partisans, répartis en sept divisions et trois corps. Au début du mois d'octobre, les Partisans contrôlent la plupart des zones rurales.
Les Bulgares perdent rapidement du terrain. Prilep, première ville libérée, est prise par les Partisans le 2 novembre et, avant le 12 novembre, ces derniers ont libéré Koumanovo, Chtip, Skopje, Resen, Bitola et Ohrid. Ils rencontrent une opposition sérieuse à Vélès, située dans la vallée stratégique du Vardar et il leur faut deux jours de combats acharnés avant d'entrer dans la ville le 11 novembre. Tetovo, qui tombe le 19 novembre, est la dernière grande ville libérée. À la mi-novembre, les forces de l'Axe sont totalement expulsées et des représentants communistes sont placés dans les administrations.

### Formation
L'ASNOM organise ses premières élections en mars 1945 ; elles permettent la nomination des membres du premier gouvernement. Celui-ci est établi le 16 avril et regroupe des personnalités du parti communiste macédonien ainsi que d'autres partis associés dans un « Front populaire », comme l'Alliance socialiste des Travailleurs de Macédoine, le Front des Femmes anti-fascistes et des syndicats ainsi que des organisations pour la jeunesse. Après la proclamation de la république fédérative populaire de Yougoslavie et la mise en application de sa constitution, la république populaire de Macédoine, ainsi renommée en 1945 et qui correspond à la Macédoine du Vardar, rejoint formellement la Yougoslavie communiste. Elle forme l'une de ses six entités fédérées, avec les républiques populaires de Bosnie-Herzégovine, de Croatie, du Monténégro, de Serbie et de Slovénie. La république adopte une langue officielle, le macédonien, un drapeau, un emblème, une citoyenneté macédonienne et se voit dotée d'organes politiques comme une Assemblée populaire, un gouvernement, un système judiciaire et administratif, etc.

### Essor de la république
En 1945, la situation de la Macédoine est catastrophique puisque tout reste à faire pour amorcer un développement économique et social. Il faut par exemple mettre en place une langue macédonienne standard, écrire un dictionnaire, ouvrir des écoles, favoriser une presse et une culture nationale, construire des usines, des centrales électriques, des routes goudronnées, etc. La population est illettrée à 64 % en 1944 et l'ouverture d'écoles est un des premiers objectifs du nouveau régime. Alors qu'il n'y avait que 843 écoles en 1939, il y en a 1 487 en 1951. Les lois communistes permettent aux enfants des minorités d'accéder à un enseignement dans leur langue maternelle et il y a donc pour la même année 1 148 écoles de langue macédonienne, 214 écoles albanaises, 112 écoles turques et 13 écoles serbes, qui regroupent en tout 177 579 élèves. En 1959, ce chiffre passe à 211 556 et en 1973 à 330 698. L'illettrisme baisse constamment : en 1953, 40,3 % de la population est encore illettrée, et en 1988, 10,9 %. Ce résultat est médiocre comparé à celui de républiques riches comme la Slovénie, mais il est meilleur que ceux de la Bosnie-Herzégovine (14,5 %) et du Kosovo (17,6 %), pour 1988. 
La langue macédonienne standard voit le jour en 1945. Le dialecte de la capitale, Skopje, considéré trop proche du serbe, est délaissé au profit de celui de la région de Bitola et de Vélès ; l'alphabet cyrillique macédonien est adopté le 3 mai de la même année et l'orthographe le 7 juin. L'instauration d'une Église macédonienne indépendante du patriarcat de Serbie est un autre moment fort pour la nation macédonienne et l'une des rares coopérations entre des autorités religieuses et un État socialiste. L'archevêché d'Ohrid, disparu au XVIIIe siècle, est rétabli en 1958 et son autocéphalie est proclamée en 1967. L'Église serbe refuse toutefois de reconnaître cette indépendance. Les relations entre l'Église et les autorités macédoniennes restent toujours cordiales, surtout parce qu'elles doivent toutes deux faire face au nationalisme albanais et à l'islamisation du pays. L'Académie macédonienne des Sciences et des Arts, autre grande institution nationale, est fondée en 1967.
Le pays est renommé république socialiste de Macédoine en 1963.

### Crise des années 1980
La république socialiste de Macédoine connaît au cours des années 1980, comme le reste de la Yougoslavie, une crise économique et sociale. La crise économique est amorcée par les chocs pétroliers des années 1970 et elle est amplifiée par l'énorme dette de la république, contractée pour développer l'économie, qui s'élève à vingt milliards de dollars. La république n'attire plus les investisseurs, sa croissance économique stagne et le niveau de vie baisse. En 1988, le taux d'inflation atteint les 250 % et 27 % de la population active est au chômage. Ce dernier chiffre est au-dessus de la moyenne yougoslave (16,2 %) et contraste très fortement avec le chiffre de la Slovénie, la république la plus riche, qui a un taux de chômage de seulement 1,7 %. La même année, le revenu net par habitant ne s'élève qu'à 1 399 000 dinars pour la Macédoine, alors que la moyenne yougoslave atteint les 2 045 000 dinars et celle de la Slovénie, 3 140 000 dinars.
La crise sociale concerne les rapports entre les deux grandes communautés ethniques, les Macédoniens et les Albanais. L'amplification du nationalisme albanais entraîne le renforcement du nationalisme macédonien. Ainsi, en 1987, cent personnalités officielles albanaises de Tetovo sont démises de leur fonction pour « différence idéologique ». De grandes manifestations albanaises ont lieu en 1988 à Koumanovo et Gostivar et en 1989 la constitution macédonienne est amendée. Alors qu'elle définissait la république comme « l'État du peuple macédonien et des minorités turques et albanaises », elle en fait désormais « l'État-nation du peuple macédonien ». La minorité albanaise réagit, notamment par des pétitions, mais la situation reste relativement calme.

### Premières élections libres

Logo du VMRO-DPMNE, parti nationaliste qui remporte les premières élections multipartites.

La mort de Tito en 1980 et l'effondrement du système communiste en Europe entraînent aussi une crise politique au niveau fédéral. En réponse, des élections parlementaires multipartites sont organisées dans les six républiques en 1990. En Macédoine, plus de mille candidats se présentent pour les 120 sièges de l'assemblée. Ils sont répartis entre 16 partis politiques, parmi ceux-ci se distinguent le parti communiste, une alliance de six partis désirant conserver le système fédéral en le réformant et un parti nationaliste, l'Organisation révolutionnaire macédonienne intérieure - Parti démocratique pour l'Unité nationale macédonienne, abrégé en VMRO-DPMNE. Les communistes n'obtiennent que 30 sièges, l'alliance réformatrice, 19 sièges, et le VMRO-DPMNE remporte les élections avec 37 sièges. Ce sont des partis nationalistes qui ont aussi remporté les élections en Bosnie-Herzégovine, en Croatie et en Slovénie, faisant ainsi front aux idées centralisatrices de Slobodan Milošević. 
Les élections de 1990 permettent enfin la nomination de Kiro Gligorov au poste de président. Ce dernier a notamment travaillé pour la réforme économique fédérale des années 1960, a été membre du Comité central dans les années 1970 et a conseillé le premier ministre réformateur yougoslave Ante Marković en 1989. Le VMRO-DPMNE n'a pas de majorité suffisante pour former le premier gouvernement multipartite macédonien et doit donc former une coalition avec l'Union sociale-démocrate de Macédoine (SDSM), le Parti libéral de Macédoine et le Parti pour la prospérité démocratique (PDP), parti ethnique albanais.

### Indépendance

Le drapeau de la Macédoine de 1992 à 1995

Le 25 janvier 1991, l'assemblée macédonienne proclame la souveraineté de la république mais veut toutefois maintenir des liens avec la fédération yougoslave. Le 16 avril, le parlement adopte un amendement constitutionnel retirant le mot « socialiste » du nom officiel de l'État. Le 7 juin 1991, le nouveau nom de « république de Macédoine » est officiellement établi. L'indépendance totale est souhaitée par les nationalistes mais, à cause de sa faiblesse économique et identitaire, le pays a besoin de la Yougoslavie. Un consensus est rapidement adopté : si la Slovénie et la Croatie se déclarent totalement indépendantes, la Macédoine suivra. Les deux républiques quittent officiellement la fédération le 25 juin 1991 et la Macédoine conduit un référendum le 8 septembre. 95 % des votants s'expriment pour l'indépendance, proclamée le 20 novembre sans aucun incident. Le référendum a obtenu 72,16 % de participation. La minorité serbe du pays organise quelques manifestations contre l'indépendance à Koumanovo mais les Serbes se sentent majoritairement proches des Macédoniens car ils partagent la même peur des Albanais. La minorité albanaise revendique d'ailleurs rapidement son autonomie politique et, après s'être abstenue de voter pour le référendum, elle boycotte le recensement de 1991, ce qui permet au Parti pour la prospérité démocratique (« PDP »), principal parti albanais, d'avancer que les Albanais forment 40 % de la population du pays. L'institut national des statistiques, grâce à un comptage par des méthodes scientifiques, révèle toutefois que les Albanais ne forment que 21 % de la population. 
Le 17 novembre, le parlement adopte une constitution démocratique, qui définit le pays comme « l'État national du peuple macédonien qui assure une égalité complète des droits civiques et une cohabitation durable du peuple macédonien avec les Albanais, Turcs, Valaques, Roms et autres nationalités qui habitent dans la république de Macédoine. » Elle instaure un président, élu au scrutin universel direct pour cinq ans et qui nomme le premier ministre. Le pouvoir législatif est détenu par le parlement, composé de 120 députés, eux aussi élus au scrutin universel direct, pour quatre ans. Dans les premiers mois de l'indépendance, le gouvernement a progressivement retiré ses représentants des institutions yougoslaves, a introduit une devise nationale, le denar, et a fait dessiner un nouveau drapeau. Ce dernier, adopté en 1992, représente le soleil de Vergina, symbole retrouvé dans la tombe de Philippe II de Macédoine, située en Macédoine grecque. En avril 1992, l'Armée populaire yougoslave quitte la Macédoine sans aucun heurt, et, pour protéger le pays, la Force de protection des Nations Unies envoie en décembre 700 soldats chargés d'en superviser les frontières. En juin 1993, les États-Unis ajoutent 300 hommes au contingent.
La république de Macédoine est le successeur légal de la république socialiste de Macédoine.

## Population et minorités

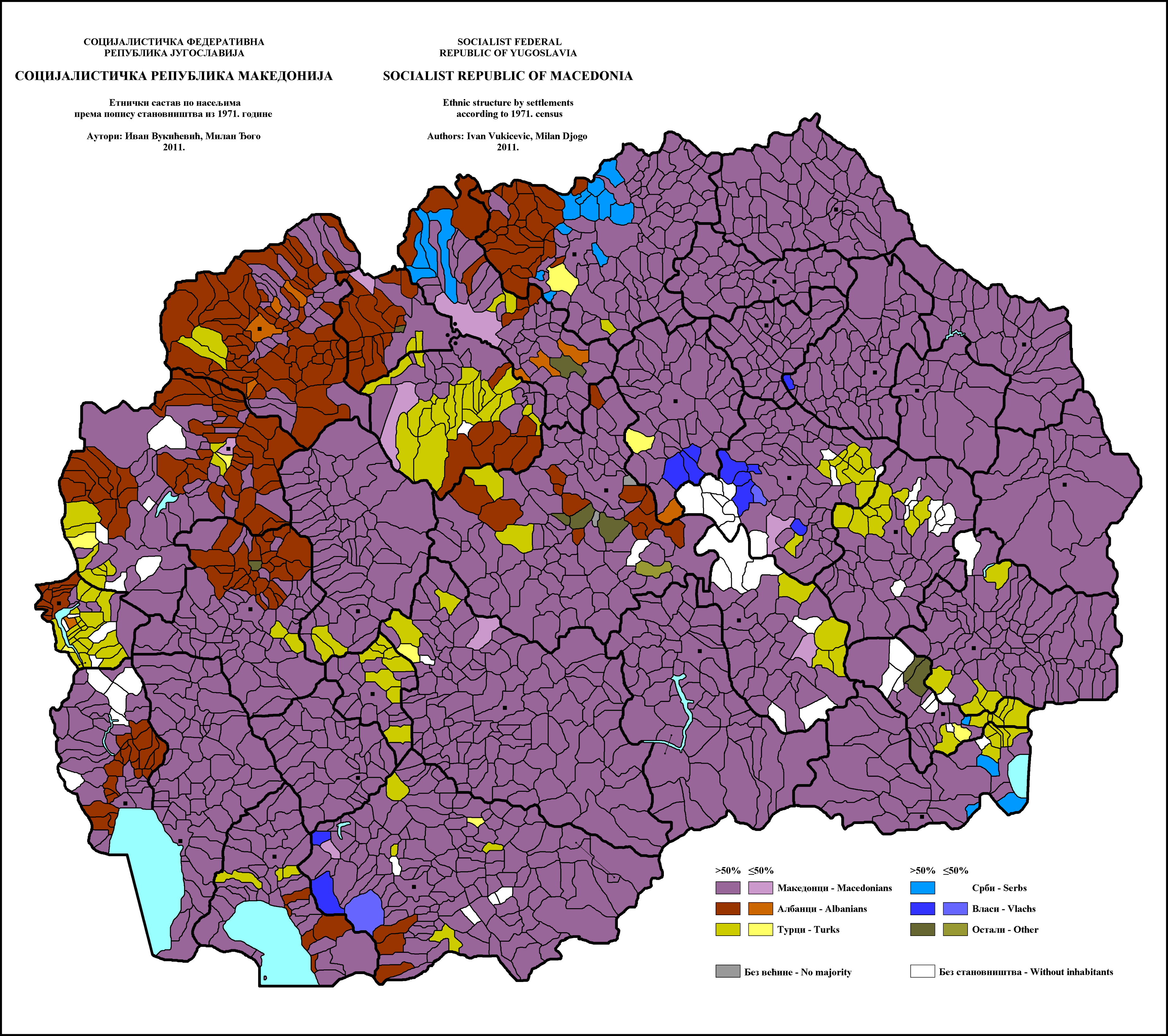
Répartition ethnique en 1971 :
Macédoniens
Albanais
Turcs
Valaques
Serbes
Non habité

En 1948 a lieu le premier recensement fiable, il donne à la Macédoine 1 152 986 habitants, dont 789 648 Macédoniens, soit 68,5 % de la population totale, 197 389 Albanais, 95 940 Turcs, 19 500 Roms, 29 721 Serbes et 9 511 Valaques. D'autres minorités plus petites existent, comme des Bosniaques, des Croates ou des Monténégrins. La république socialiste de Macédoine connaît une croissance démographique continue pendant toute son histoire, et compte 2 034 000 habitants en 1991. Les Macédoniens forment alors 65 % de la population et les Albanais, 21 %. Elle reste l'une des républiques les plus petites, puisque son territoire ne représente que 10 % du territoire yougoslave et sa population représente seulement un peu plus de 8 % de la population yougoslave.
Les Albanais forment la minorité la plus importante et la plus expansive, notamment à cause de l'immigration de Kosovars et à une très forte natalité, trois fois plus élevée que celle des Macédoniens. Majoritairement musulmans, ils se concentrent dans les régions frontalières de l'Albanie et du Kosovo, autour des villes de Tetovo, Gostivar, Kitchevo et Debar. Ils possèdent le statut de « nationalité » et ont ainsi des droits culturels et éducatifs. Il existe un journal et des programmes de radiodiffusion et de télévision en albanais, des associations culturelles et sportives et en 1973, il y a 248 écoles de langue albanaise, comptant ensemble plus de 60 000 élèves. Les rapports entre Albanais et Macédoniens sont souvent tendus et les deux communautés se mélangent très peu. Les autorités doivent notamment faire face à la montée du nationalisme albanais, fatal pour l'intégrité territoriale et pour l'existence-même de la république. En novembre 1968, des manifestations ont lieu au Kosovo et à Tetovo pour soutenir la création d'une république fédérée albanaise au sein de la Yougoslavie, qui compterait le Kosovo et les régions albanaises de Macédoine. Les émeutes kosovares de 1981 se répercutent aussi en Macédoine et le gouvernement réagit en augmentant les heures de cours en macédonien dans les écoles albanaises. Certaines de ces écoles n'enseignaient plus du tout la langue macédonienne et les manuels, mal révisés, contenaient souvent des passages nationalistes. Les mariages et la musique populaire sont d'autres moyens d'expression nationaliste contrôlés dans les années 1980.
Les Pomaks et les Turcs forment eux aussi des communautés musulmanes. Les Pomaks, qui sont 39 555 en 1981, appartiennent à la nationalité yougoslave des Musulmans et s'assimilent souvent aux Albanais. Les Turcs sont aussi considérés comme une nationalité et possèdent leurs écoles et leurs institutions culturelles. Leur nombre baisse en permanence, notamment à cause de l'émigration de 80 000 d'entre eux vers la Turquie entre 1953 et 1966. Les Roms, eux aussi musulmans, possèdent leurs droits culturels, mais vivent généralement en dessous du niveau de vie moyen et souffrent de discriminations à l'emploi. Beaucoup sont au chômage et très peu possèdent des diplômes universitaires. Leur nombre est difficile à évaluer car ils évitent souvent de se faire recenser comme « Tsiganes » et, si le recensement de 1981 indique 43 223 Tsiganes, ils sont alors probablement 200 000 en Macédoine. Les Valaques, enfin, sont peu nombreux et s'assimilent facilement aux Macédoniens, avec qui ils partagent la même religion. Les lois communistes ne leur permettent plus de posséder leurs grands troupeaux traditionnels de moutons et de chevaux et ils abandonnent donc le nomadisme pour se fixer dans des villages.

## Économie

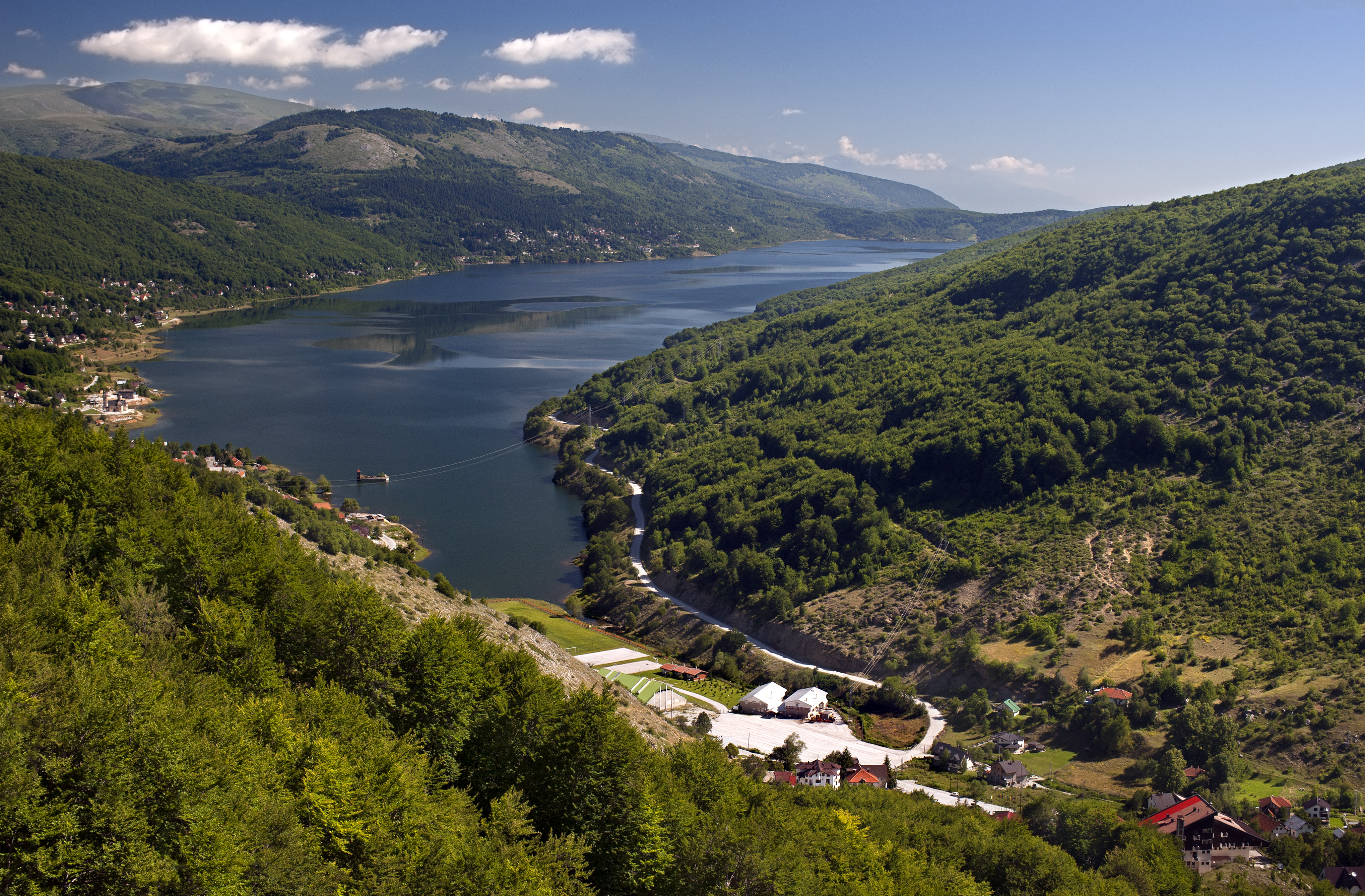
Le lac de Mavrovo, créé par un barrage en 1947.

Le régime communiste entreprend dès 1944 une vaste replanification de l'agriculture, secteur largement dominant. Les propriétés d'exilés, d'étrangers, des monastères, d'anciennes compagnies privées et des banques sont nationalisées et la moitié de l'ensemble est attribuée à des agriculteurs qui ont soutenu la lutte contre le fascisme. Le reste est laissé à l'agriculture industrielle planifiée et est réparti entre plusieurs coopératives. L'ensemble des domaines privés est réorganisé afin qu'une seule famille ait entre 20 et 35 hectares. Le développement de l'industrie fait baisser le nombre très élevé d'agriculteurs, mais celui-ci reste toujours important. Alors qu'ils formaient presque 80 % de la population en 1945, ils en forment 57 % en 1961 et 22 % en 1981. L'exode rural et l'augmentation de la taille des villes posent des problèmes de pénurie de logements. Il existe enfin une très grande différence entre les communautés ethniques, car si par exemple les villages albanais sont encore peuplés de familles, les villages macédoniens comptent surtout des personnes âgées et des résidences secondaires. Entre 1963 et 1971 la proportion d'agriculteurs parmi les Macédoniens chute de 42 %, alors que celle des Albanais ne baisse que de 11 %.
Le développement industriel est centré sur quatre activités : l'extraction de chrome, la production de tabac, d'électricité grâce à des barrages hydroélectriques, et de pavot somnifère, destiné à l'industrie pharmaceutique. La république extrait aussi du zinc, du fer et du marbre, produit de l'acier, du textile, des produits chimiques et des matériaux de construction. Le tourisme et la production de tapis sont aussi encouragés. L'industrie macédonienne est toutefois peu productive et tributaire de l'importation de machines, de nourriture et de biens de consommation. Le taux de chômage de la république reste élevé, il est par exemple de 20 % en 1971. Le travail des femmes est encouragé et leur nombre dans la population active passe de 16,7 % en 1953 à 31 % en 1988 ; ce chiffre est toutefois le plus bas des républiques yougoslaves, et seule la province autonome du Kosovo est en dessous, avec seulement 20,7 % en 1988. L'économie de la république est enfin menacée par des catastrophes naturelles, comme le tremblement de terre qui détruit Skopje à 80 % en 1963 et les crues du Vardar de 1979 qui ont engendré des dégâts matériels estimés à 7,4 % des revenus de la république.

## Symboles
L'ASNOM avait adopté en 1944 un premier drapeau pour la Macédoine. Il était rouge avec une étoile à bords jaunes en son centre. En 1946, après l'entrée de la république dans la fédération yougoslave, l'étoile est déplacée dans un canton gauche. 
L'emblème est lui aussi adopté en 1946 et reprend largement un dessin adopté par l'ASNOM en 1944. Ces armoiries représentent le soleil et ses rayons se levant sur le pays et symbolisant la liberté qui s'étend sur la Macédoine. Les figures centrales suggèrent la montagne Šar avec le pic Ljuboten ou le mont Korab. À l'origine, la montagne représentée était celle du Pirin, en Macédoine Bulgare. En dessous, les ondulations évoquent le fleuve Vardar et le lac d'Ohrid. Ils sont entourés par deux épis de blé (dans la partie supérieure) et d'un coquelicot (dans la partie inférieure), qui suggèrent la flore et l'agriculture. Il y a également des boutons de pavot, plante introduite en Macédoine sous la domination ottomane, et une broderie traditionnelle. Au sommet figure l'étoile rouge du communisme.

Le drapeau de 1944.
Le drapeau de 1946.
L'emblème de 1944.
L'emblème de 1946.

#### Français
- Georges Castellan, La Macédoine : un pays inconnu, Crozon, Ed. Armeline, 2003, 155 p. (ISBN 2-910878-24-4)
- Sous la direction de Christophe Chiclet et de Bernard Lory, La République de Macédoine : nouvelle venue dans le concert européen, Paris/Montréal (Québec), Cahiers de Confluences, 1998, 190 p. (ISBN 2-7384-6630-3)

#### Autres
- (en) Andrew Rossos, Macedonia and the Macedonians : A History, Hoover Press, 2008, 367 p. (ISBN 978-0-8179-4882-5)
- (en) Hugh Poulton, Who are the Macedonians ?, Londres, C. Hurst & Co. Publishers Ltd, 2000, 226 p. (ISBN 1-85065-534-0, lire en ligne)
- (en) Valentina Georgieva et Sasha Konechni, Historical Dictionnary of the Republic of Macedonia, Lanham (Md.), Scarecrow Press, 1998, 359 p. (ISBN 0-8108-3336-0)
- (en) John R. Lampe, Yugoslavia as History : Twice there was a Country, Cambridge, Cambridge University Press, 28 mars 2000, 487 p. [détail de l’édition] (ISBN 0521774012)
- (en) R. J. Crampton, The Balkans Since 1945, Longman, 2002 (ISBN 0-582-24882-5)